# Sorisole
Sorisole es una localidad y comune italiana de la provincia de Bérgamo, región de Lombardía, con 9.023 habitantes.

## Evolución demográfica
| Gráfica de evolución demográfica de Sorisole entre 1861 y 2001 |
|                                                                |
| Fonte ISTAT - elaborazione grafica a cura di Wikipedia         |